# Ephedra major
Ephedra major är en kärlväxtart som beskrevs av Nicolaus Thomas Host. Ephedra major ingår i släktet efedraväxter, och familjen Ephedraceae.

## Underarter
Arten delas in i följande underarter:
- E. m. major
- E. m. procera
- E. m. suggarica